# محاصره قلعه کامینوگو
محاصره قلعه کامینوگو (به ژاپنی: 上ノ郷城の合戦 かみのごうじょうのかっせん) پس از مرگ ایماگاوا یوشیموتو (رهبر خاندان ایماگاوا) ، توکوگاوا ایه‌یاسو تصمیم گرفت با خاندان اودا متحد شود. در این زمان همسر اصلی و فرزندان ایه‌یاسو تحت نظر خاندان ایماگاوا در سونپو بودند. در سال ۱۵۶۲ ایه‌یاسو آشکارا اتحاد خود با خاندان ایماگاوا را شکست و قلعه کامینوگو را پس از محاصره تسخیر کرد. حال او قادر بود تا همسر و فرزندانش را با دو پسر اودونو ناگاترو (فرماندار کامینوگو) به نام‌های اودونو اوجیتسوگو و اودونو اوجیناگا مبادله کند.
قلعه کامینوگو یکی از پایگاه‌های خاندان ایماگاوا در شرق قلمروی آنان بود و در مرز و قسمت شرقی استان آیچی امروزی واقع شده بود، امروزه این قلعه در شهر گاماگوری قرار دارد.